# بخش میلتون (شهرستان وود، اوهایو)
بخش میلتون (به انگلیسی: Milton Township) یک منطقهٔ مسکونی در ایالات متحده آمریکا است که در شهرستان وود، اوهایو واقع شده‌است.
 بخش میلتون ۹۴٫۸ کیلومتر مربع مساحت و ۹۷۹ نفر جمعیت دارد و ۲۰۹ متر بالاتر از سطح دریا واقع شده‌است.